# Clarence Paul
Clarence Paul (Winston-Salem, 19 maart 1928 - Los Angeles, 6 mei 1995) was een songwriter en muziekproducent voor het platenlabel Motown. Hij zong gospelmuziek in de kerk en vormde met zijn broer, Lowman Pauling, de groep The Royal Sons. In het begin van de jaren vijftig ging deze rhythm-and-bluesgroep zonder Paul verder als The "5" Royales. Hij nam als soloartiest de singles "I'm In Love Again" en "Operation Breadbasket" op.
Hij verwierf echter bekendheid door zijn samenwerking met Stevie Wonder in het begin van diens carrière. Zo schreef hij (vaak met Henry Cosby en/of Sylvia Moy) bijna al zijn eerste liedjes en verzorgde hij geregeld ook de muzikale productie. Hij schreef onder meer de Amerikaanse toptienhits "Uptight (Everything's Alright)" en "Fingertips". Naast zijn werk voor Wonder produceerde Paul muziek van The Marvelettes, Four Tops,  Marvin Gaye en anderen.